# Sverre Sandal
Sverre Sandal, né le 6 juin 2003 à Oslo en Norvège, est un footballeur norvégien qui évolue au poste de milieu central au KFUM Oslo.

## Biographie

### En club
Né à Oslo en Norvège, Sverre Sandal commence le football au Hauketo IF puis il est formé par le Nordstrand IF, qu'il rejoint à l'âge de 14 ans. Le 11 mars 2021 il signe son premier contrat professionnel avec l'équipe première du club.
Le 14 février 2022 Sverre Sandal s'engage en faveur du KFUM-Kameratene Oslo. Il reste toutefois en prêt pour toute la saison 2022 à son ancien club, le Nordstrand IF.
Sandal arrive au KFUM en janvier 2023. Il marque son premier but pour le club le 30 avril 2023, lors d'une rencontre de championnat face au Åsane Fotball. Titulaire, il inscrit le but égalisateur de son équipe (1-1 score final).
Lors de la saison 2023 de deuxième division norvégienne, il contribue à la promotion du KFUM Oslo vers la première division norvégienne, le club terminant à la deuxième place au classement,.
Sandal découvre alors l'Eliteserien, l'élite du football norvégien, faisant sa première apparition le 2 avril 2024, lors de la première journée de la saison 2024, face au Hamarkameratene. Il est titulaire lors de ce match qui se solde par un score nul de un partout.